# August von Weckherlin
August von Weckherlin, född 8 mars 1794 i Stuttgart, död där 18 december 1868, var en tysk agronom.
Weckherlin blev 1817 förvaltare av kungens av Württemberg privatdomäner, 1837 föreståndare för lantbruksläroanstalten (lantbruksakademien) i Hohenheim och 1845 chef för domänstyrelsen i Sigmaringen. Han inlade förtjänster om plogens förbättring och djurskötselns höjande bland annat genom för sin tid utmärkta utfodringsförsök.